# Alessandra Meloni
Alessandra Meloni (Cagliari, 2 novembre 1972) è un personaggio televisivo ed ex modella italiana, vincitrice del concorso di bellezza Miss Italia 1994.

## Biografia
Dopo la vittoria a Miss Italia 1994, Alessandra Meloni nel 1995 partecipa a Miss Universo 1995 in rappresentanza dell'Italia.
Nel 2000 è tra gli interpreti della fiction televisiva diretta da Dino Risi Le ragazze di Miss Italia, insieme a Nadia Bengala ed Arianna David, miss Italia rispettivamente nel 1988 e nel 1993. Nel 2001 partecipa alla trasmissione Domenica In su Rai 1.
Nel 2003 recita nella produzione italo-ungherese I salmoni del San Lorenzo, film diretto da Ferenc András e basato su un romanzo di Enzo Lauretta, segnando la sua prima apparizione sul grande schermo. Da quel momento si è ritirata dal mondo dello spettacolo e della moda.
Successivamente possiede una catena di negozi di moda a Cagliari.

## Filmografia

### Cinema
- I salmoni del San Lorenzo (A Szent Lörinc folyó lazacai), regia di Ferenc András (2003)

### Televisione
- Le ragazze di Miss Italia, regia di Dino Risi – film TV (2002)